# YG (rappeur)
Pour les articles homonymes, voir YG et Jackson.
Keenon Jackson, dit YG (pour « Young Gangsta »), est un rappeur et acteur américain, né le 9 mars 1990 à Compton, en Californie.
En 2009, il publie son premier single, Toot It and Boot, en featuring avec Ty Dolla Sign, qui atteint la 67e place du Billboard Hot 100. Le succès du single le mène à signer au label Def Jam Recordings. Dans les années qui suivent, YG publie plusieurs mixtapes comme The Real 4Fingaz et Just Re'd Up 2.
En juin 2013, YG signe chez CTE World de Young Jeezy. Son single, My Nigga publié en 2013 et en featuring avec Jeezy et Rich Homie Quan, atteint la 19e place du Billboard Hot 100. Il publie ensuite les singles Left, Right et Who Do You Love? en featuring avec Drake qui mènent à la publication de son premier album. Son premier album, My Krazy Life est publié le 18 mars 2014, par Pu$haz Ink, CTE World et Def Jam.

## Biographie

### Jeunesse et début
Natif de Compton, en Californie, Keenon Daequan Ray Jackson est affilié au Westside Tree Top Piru, un gang affilié aux Bloods. À l'âge de 17 ans, il réalise plusieurs mixtapes qu'il publie en téléchargement gratuit sur Internet, attirant ainsi l'intérêt du label Def Jam avec lequel il signe un contrat en 2009. Après avoir signé avec Def Jam, il publie une mixtape, The Real 4Fingaz, en 2010, avec pour single Toot It and Boot It en duo avec Ty$. Cette chanson devient rapidement un tube et atteint les classements américains. Le succès est si important qu'un nouveau clip est réalisé avec plus de moyens, un remix est également effectué avec deux grands rappeurs en invités, 50 cent et Snoop Dogg.
Il est choisi pour faire la couverture du magazine XXL à l'occasion de la présentation des rappeurs les plus prometteurs de 2011. En 2011, il publie une troisième mixtape, Just Re'd Up, duquel est extrait le single Snitches Ain't... avec Tyga, Nipsey Hussle et Snoop Dogg. Le single se classe 100e au Billboard Hot 100.
En 2012, il publie une mixtape intitulée 4 Hunnid Degreez produite par DJ Mustard et DJ Drama ; le premier single est Im a Thug avec Meek Mill. YG participe aussi à l'album du rappeur de Vallejo, E-40. En mars 2012, YG effectue une série de concerts à travers les États-Unis aux côtés de Tyga. La série de concerts se poursuit pendant le mois d'avril. YG réalise durant tout l'été 2012 une tournée dans l'Ouest des États-Unis, appelée 4 Hunnid° Tour. En 2013, YG publie la mixtape Just Re'd Up 2 qui est logiquement la suite de la mixtape Just Re'd Up. Cette mixtape comporte 28 titres et connaît un très grand succès.

### My Krazy LifeetStill Brazy(2014-2016)
Le premier album de YG est publié le 18 mars 2014 sous le titre My Krazy Life. Cet album est entièrement produit par son ami DJ Mustard, et comporte plusieurs invité tel que Drake, Kendrick Lamar, Schoolboy Q et Jeezy. L'album est applaudi par la critique et est un succès commercial propulsé par le single My Nigga, doublement platine aux États-Unis. Fort de ce succès YG s'impose comme une star montante du hip-hop, il collabore avec de nombreux rappeurs tels que Kirko Bangz, Wale, A$ap Ferg, et surtout avec Jeremih dont leurs single commun Don't Tell 'Em est certifié disque de platine aux États-Unis.
Fin 2014, YG publie un titre très original intitulé 2015 Flow issu de la bande-son de son court métrage Blame It on the Streets. Pendant les premières secondes de la chanson, nous attendons que le beat commence mais ceci n'arriveras jamais. YG pose son flow sans s'arrêter sur cette instrumentale sans beat qui est uniquement composée de notes de synthétiseur. En décembre 2014, YG réalise un court-métrage intitulé Blame it on the Streets dans lequel il joue son propre rôle, dans ce court métrage il est accompagné par un rappeur célèbre également originaire de Compton, Slim400, qui joue également son propre rôle. La sortie du court-métrage est accompagnée de la bande-son originale du film également intitulée Blame It on the Streets, bien que la plupart des musiques viennent de l'album My Krazy Life comme la scène durant laquelle ils cambriolent un quartier chinois la chanson est Meet the Flocker.
Le 12 juin 2015 tôt dans la matinée, une fusillade éclate dans le quartier de Studio City à Los Angeles, le rappeur YG est touché par trois balles dans la hanche, alors qu’il sortait d’un studio d’enregistrement. Il est rapidement conduit à l’hôpital par ses amis, la blessure s'avère non mortelle,. YG annonce ensuite son deuxième album qui sera titré Still Brazy, il contiendra des productions de DJ Mustard. Le premier extrait de l'album est Twist My Fingaz, le morceau est produit par Terrace Martin et Battlecat. L'album sera très bien reçu et est porté par les différents singles, dont Why You Always Hatin ? en featuring avec Drake et Kamaiyah, mais aussi FDT en featuring avec Nipsey Hussle, qui est une attaque directe envers le candidat à l'élection présidentielle américaine de 2016, Donald Trump, dont les prises de positions sont très controversées.
My Krazy Life et Still Brazy seront des porte-étendards du rap West Coast durant les années 2010, du fait de la qualité des albums, mais aussi de leurs modernités et du renouvellement du son californien qu'ils permettent.

## Style musical
YG fait partie d'un genre musical à part, un mélange de jerk urbain, popularisé par les groupes de Los Angeles New Boyz et Cali Swag District, de gangsta rap classique, mais aussi du hyphy, style créé par E-40. Ses productions mélangent également la mob music, la function music typique de la baie de San Francisco, et le gangsta rap typique de Los Angeles.

## Carrière cinématographique
YG fait ses débuts au cinéma dans le film We the Party, une comédie dramatique réalisée par Mario Van Peebles qui a notamment réalisé, New Jack City. Le casting du film est notamment composé, outre YG, de Snoop Dogg, Simone Battle, Mario Van Peebles, Mandela Van Peebles et le groupe de rap New Boyz. Le film est sorti aux États-Unis le 6 avril 2012.
En décembre 2014, YG réalise un court métrage titré Blame It on the Streets dans lequel il joue son propre rôle aux côtés de TeeCee4800 et Rick Gonzalez.

## Discographie

### Albums studio
- 2014 : My Krazy Life
- 2014 : Blame It on the Streets
- 2016 : Still Brazy
- 2018 : Stay Dangerous
- 2019 : 4Real 4Real
- 2020 : My Life 4Hunnid
- 2022 : I Got Issues
- 2024 : Just Re'd Up 3

### Albums collaboratifs
- 2021 : Kommunity Service (avec Mozzy)
- 2023 : Hit Me When U Leave the Klub: The Playlist (avec Tyga)

### Mixtapes
- 2008 : 4Fingaz
- 2010 : The Real 4Fingaz
- 2010 : Just Re'd Up
- 2012 : 4 Hunnid Degreez
- 2013 : Just Re'd Up 2
- 2015 : California Livin (avec Blanco et DB Tha General)
- 2016 : Red Friday

### Singles
- 2010 : Toot It and Boot It (feat. Ty$)
- 2010 : Toot It and Boot It Remix (feat. Ty$, 50 Cent & Snoop Dogg)
- 2011 : Patty Cake
- 2011 : Snitches Ain't... (feat. Tyga, Nipsey Hussle & Snoop Dogg)
- 2012 : I'm a Thug (feat. Meek Mill)
- 2012 : Grindmode (feat. 2 Chainz)
- 2013 : You Broke (feat. Nipsey Hussle)
- 2013 : My Nigga (feat. Rich Homie Quan & Jeezy)
- 2013 : Left Right
- 2014 : Who Do You Love (feat. Drake)
- 2014 : My Nigga (Remix) (feat. Lil Wayne, Meek Mill & Nicki Minaj)
- 2014 : Do It to Ya (feat. TeeFlii)
- 2015 : 2015 Flow
- 2015 : Cash Money (feat. Krayzie Bone)
- 2015 : Twist My Fingaz
- 2016 : FDT
- 2016 : Why You Always Hatin? (feat. Drake & Kamaiyah)
- 2016 : One Time Comin'
- 2017 : Pop It, Shake It
- 2017 : YNS (feat. Blac Youngsta & YFN Lucci)
- 2018 : Suu Whoop
- 2018 : Big Bank (feat. 2 Chainz, Big Sean & Nicki Minaj)
- 2018 : Handgun (feat. A$AP Rocky)

### Apparitions
- 2011 : Crush on You New Boyz avec YG (Too Cool to Care)
- 2012 : Function E-40 avec YG, Problem et IAmSu! (The Block Brochure: Welcome to the Soil 2)
- 2013 : Act Rigt Yo Gotti avec YG et Jeezy (I Am)
- 2014 : Don't Tell 'Em Jeremih avec YG (Late Nights)
- 2015 : Only Right Ty Dolla Sign avec YG, TeeCee4800 et Joe Moses (Free TC)
- 2020 : Gangsta & Sippas Shorline Mafia avec YG & Q Da Fool

## Filmographie
Sauf indication contraire, les informations mentionnées dans cette section peuvent être confirmées par la base de données cinématographiques IMDb,  présente dans la section « Liens externes ».
YG a joué dans plusieurs fictions cinématographiques ou télévisuelles :
- 2012 : We the Party de Mario Van Peebles : CC
- 2012 : Mac and Devin Go to High School de Dylan C. Brown : un étudiant
- 2013 : White T de Lance Frank : lui-même
- 2015 : Lucas Bros. Moving Co. (en) (série d'animation), saison 2, épisode Kazaam : O-Mek (voix)
- 2018 : Undercover - Une histoire vraie (White Boy Rick) de Yann Demange : Leo Curry, dit « Big Man »
- 2019 : Ballers (série télévisée), saison 5, épisode Municipal : lui-même
- 2019 : Tuscaloosa (en) de Phil Harder (en) : Antoine
- 2022 : Good Mourning (en) de Coslon Baker et Mod Sun : caméo